# Корозал (Порторико)
Корозал (шп. Corozal) је општина у америчкој острвској територији Порторико, острвској држави Кариба.

## Демографија
По попису из 2010. године број становника је 37.142, што је 275 (0,7%) становника више него 2000. године.
| Група             | 2000.          | 2010.          |
| Белци             | 132 (0,4%)     | 167 (0,4%)     |
| Афроамериканци    | 1.077 (2,9%)   | 1.973 (5,3%)   |
| Азијати           | 14 (0,0%)      | 24 (0,1%)      |
| Хиспаноамериканци | 36.708 (99,6%) | 36.927 (99,4%) |
| Укупно            | 36.867         | 37.142         |